# Tucumanduba
Tucumanduba é um bairro-comunidade localizado na zona rural de Soure, arquipélago do Marajó, estado do Pará.
O Grupo de Ação Ecológica Novos Curupiras, registrou em 2001 cerca de 380 famílias residentes no bairro, sendo a maioria de origem branco-índia e branco-negra. A principal atividade econômica é a caça extrativista de caranguejo, a agricultura é praticada em escala familiar e sem base tecnológica abrangendo principalmente o cultivo de mandioca, cujos derivados compõem grande parte da base alimentar tradicional da região.
Em Tucumanduba, está sediada a Associação dos Caranguejeiros de Soure, além da Escola Municipal Santana de Tucumanduba. A estrada que dá acesso ao bairro passa pela antiga locação do reality show No Limite e dá acesso a Praia do Pesqueiro, uma das principais da região. Mesmo considerada fora do eixo dos grandes centros e com índices preocupantes de renda, escolaridade e emprego, Tucumanduba não foge à regra globalizante: obtém informações, ouve notícias e vê imagens de lugares bem distantes, já que o sistema de televisão é transmitido por antena parabólica e o rádio é concentrado na iniciativa comercial. Atualmente diversos projetos vêm sendo realizados para desenvolvimento da diversidade cultural através da preservação ambiental e produção e utilização da mídia como instrumento de afirmação sócio-cultural.